# NK Croatia Đakovo
NK Croatia Đakovo byl chorvatský fotbalový klub hrající v ročníku 2011/12 Treća HNL. Klub byl založen roku 1971. Hřištěm klubu byl stadion s názvem Stadion NK Croatia s kapacitou 3 000 diváků. V roce 2012 proběhlo sloučení městských rivalů NK Croatia Đakovo a NK Đakovo. Nově vzniklý klub nese název HNK Đakovo Croatia.